# Wa Mbedmi
 (décembre 2021).
 (décembre 2021).
 (décembre 2021).
La mise en forme du texte ne suit pas les recommandations de Wikipédia : il faut le « wikifier ».
Les points d'amélioration suivants sont les cas les plus fréquents :
- Les titres sont pré-formatés par le logiciel. Ils ne sont ni en capitales, ni en gras.
- Le texte ne doit pas être écrit en capitales (les noms de famille non plus), ni en gras, ni en italique, ni en « petit »…
- Le gras n'est utilisé que pour surligner le titre de l'article dans l'introduction, une seule fois.
- L'italique est rarement utilisé : mots en langue étrangère, titres d'œuvres, noms de bateaux, etc.
- Les citations ne sont pas en italique mais en corps de texte normal. Elles sont entourées par des guillemets français : « et ».
- Les listes à puces sont à éviter, des paragraphes rédigés étant largement préférés. Les tableaux sont à réserver à la présentation de données structurées (résultats, etc.).
- Les appels de note de bas de page (petits chiffres en exposant, introduits par l'outil «  Source ») sont à placer entre la fin de phrase et le point final[comme ça].
- Les liens internes (vers d'autres articles de Wikipédia) sont à choisir avec parcimonie. Créez des liens vers des articles approfondissant le sujet. Les termes génériques sans rapport avec le sujet sont à éviter, ainsi que les répétitions de liens vers un même terme.
- Les liens externes sont à placer uniquement dans une section « Liens externes », à la fin de l'article. Ces liens sont à choisir avec parcimonie suivant les règles définies. Si un lien sert de source à l'article, son insertion dans le texte est à faire par les notes de bas de page.
- La présentation des références doit suivre les conventions bibliographiques. Il est recommandé d'utiliser les modèles {{Ouvrage}}, {{Chapitre}}, {{Article}}, {{Lien web}} et/ou {{Bibliographie}}. Le mode d'édition visuel peut mettre en forme automatiquement les références.
- Insérer une infobox (cadre d'informations à droite) n'est pas obligatoire pour parachever la mise en page.

Pour une aide détaillée, merci de consulter Aide:Wikification.
Si vous pensez que ces points ont été résolus, vous pouvez retirer ce bandeau et améliorer la mise en forme d'un autre article.

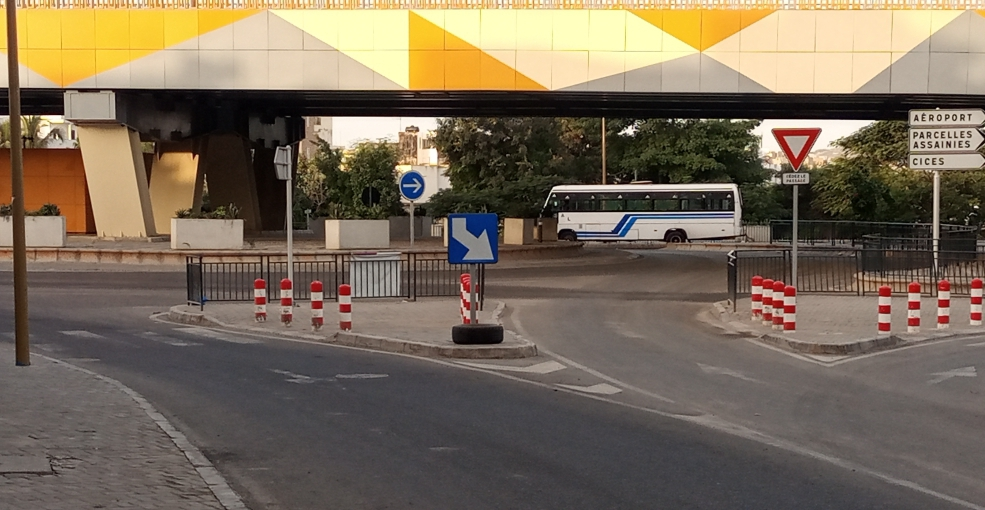
Image d'une rue publique à Dakar au Sénégal

Wa Mbedmi est une association à but non lucratif, composée de bénévoles qui partagent des informations en lien avec le fonctionnement des institutions au Sénégal. Elle a été officiellement reconnue le 1er novembre 2019 par le Ministère sénégalais de l'Intérieur. L'association dispose de statuts qui organisent son fonctionnement.

## Historique
Wa Mbedmi est une association à but non lucratif qui signifie en langue locale wolof, « communauté de la rue publique ». Elle est créée en novembre 2019 et son fonctionnement est soumis aux dispositions du code des obligations civiles et commerciales en vigueur au Sénégal. Avant sa reconnaissance comme association, Wa Mbedmi existait en tant que plateforme numérique avec un site web du même nom.

## Activités
Depuis sa création, Wa Mbedmi a autant initié certains programmes que pris part ou utilisé d'autres mécanismes que des personnes, physiques ou morales, ont mis en place.

### Plateforme numérique sur les élections
Sénégal Vote est un programme de sensibilisation numérique des citoyens sénégalais au processus électoral dans le cadre de l’élection présidentielle sénégalaise de 2019. Rangée dans la catégorie des initiatives Civic Tech, la plateforme en ligne Sénégal Vote a mis en ligne un guide de l'électeur qui décrit le processus électoral sénégalais en mettant en exergue les actions attendues des électeurs. Le site web a également publié une carte interactive des centres et bureaux de vote retenus. Les volontaires de OpenStreetMap du Sénégal ont élaboré la version technique de la carte.

### Débats sur des thématiques citoyennes
Le divan citoyen réunit sur Internet des citoyens qui échangent avec d'autres sur des sujets en relation avec le fonctionnement des institutions au Sénégal. Il est animé par des internautes. Selon le média malien qui a publié un article sur le sujet, le divan citoyen traite de thématiques citoyennes liées au fonctionnement des institutions au Sénégal. Les internautes se répartissent les rôles, en invitant des intervenants, en faisant de la recherche sur des sujets de discussion ou encore en partageant du contenu sur Internet .

### La journée virtuelle de deuil national
L'association relaie des initiatives citoyennes lancées sur les réseaux sociaux. Cela a été le cas avec l'appel des internautes à observer un deuil virtuel pour rendre hommage aux jeunes sénégalais disparus en mer. Quand l'Organisation internationale pour les migrations parlait de 414 sénégalais morts en 2020, le gouvernement sénégalais évoquait quant à lui moins d'une dizaine de corps repéchés. Chaque participant-e a utilisé dans les messages publiés sur les réseaux sociaux le hashtag #LeSenegalEnDeuil et les publications ont concerné des hommages aux victimes et des témoignages des parents.

### La vérification des faits
Wa Mbedmi utilise également le mécanisme de vérification de l'organisation indépendante Africa Check qui aide les citoyens à vérifier les déclarations faites par leurs dirigeants. C’est ainsi que l'organisation a enquêté sur les modalités de prise en charge des dépenses liées aux déplacements des autorités étrangères en visite au Sénégal. Cette vérification donne une idée des entités qui supportent les coûts relatifs à ces délégations.

### Institutionnalisation du volontariat communautaire
Dans le cadre du projet, l'association lance un programme de volontariat communautaire en collaboration avec le collectif du volontariat du Sénégal. Cette institution est composée de 12 Volontaires Communautaires (7 femmes et 5 hommes, 18-32 ans) issus des associations locales de base de Mbour ont été formés sur les stratégies de mobilisation communautaire et ont officiellement commencé leur mission de volontaires communautaires.